# Bonderup
Bonderup is een plaats in de Deense regio Noord-Jutland, gemeente Jammerbugt. De plaats telt 218 inwoners (2008).